# Ratečevo Brdo
Ratečevo Brdo este o localitate din comuna Ilirska Bistrica, Slovenia, cu o populație de 33 de locuitori.